# Togoperla tricolor
Togoperla tricolor är en bäcksländeart som beskrevs av František Klapálek 1921. Togoperla tricolor ingår i släktet Togoperla och familjen jättebäcksländor. Inga underarter finns listade i Catalogue of Life.